# 益阳市 (县级市)
益阳市为湖南旧市（县级市）名，1950年由益阳县城区析置，1994年4月撤销。益阳市属湖南较早成立的县级市，成立于1950年9月23日，撤销前隶属于益阳地区，为原益阳地区行署驻地，1994年随益阳地区撤销、地级益阳市成立而撤销。撤销后，辖域调整至资阳区和赫山区二个市辖区，行政体制由资阳区继承。

## 历史
县级益阳市从益阳县析置。1949年8月3日益阳专区成立以后，改益阳县资江北岸的龙麟镇为“益阳县城关区”；1950年3月益阳县城关区行政地位升为县级，改名“益阳城关区”，直益阳专区专署领导；同年9月23日，城关区升格为县级益阳市。
- 1952年11月益阳专区撤销后隶属常德专区。
- 1958年7月改属益阳县，县级行政地位不变。
- 1961年7月复属常德专区。
- 1962年益阳专区复置后复归益阳专区专署。
- 1984年4月22日益阳县的长春、迎风桥、过鹿坪、李昌港、香铺仑、杨林坳、新桥河7个乡和新桥河镇划归益阳市。
- 1994年4月7日国务院国函[1994]17号，撤销益阳地区、县级益阳市和益阳县，设立地级益阳市，地级益阳市辖原益阳地区全境。

## 撤销时区划调整
- 汽车路、大码头、城内、大水坪4个街道办事处和新桥河、迎丰桥两个镇及长春、香铺仑、李昌港、过鹿坪、杨林坳5个乡划入资阳区；
- 黄泥湖、金花湖两个乡和桃花仑、会龙山两个街道办事处划入赫山区。